# 徐朴庵旧宅
徐朴庵旧宅为英商麦加利银行第一任买办徐朴庵在天津的故居，建于清末民初，位于南开区老城厢东门里与城厢东路交口东北角东门里大街202号。是天津老城现有规模较大，保存较完整的近代民居三进四合套院建筑。该建筑为天津市文物保护单位和重点保护等级历史风貌建筑。现为天津市老城博物馆。

## 建筑风格
徐朴庵旧宅俗称徐家大院，采用中国传统的四合院砖木结构体系，建筑坐北朝南，中轴线由三进院落组成。东西两侧为箭道为天津民居特色，为内部通道，可作紧急疏散用。建筑群均为中国传统民居小式做法，青瓦硬山屋顶，乾宅巽门的格局及四合院为北京居民所常见，屋顶筒板瓦兼有南方风格。门楼、墀头、墙檐下保存大量砖雕纹饰，砖雕精美，纹饰丰富，颇多吉祥寓意，如“松鼠葡萄”、“白猿献寿”、“五福捧寿”、“四季平安”、“鹿鹤同春”等。墙体为青砖磨砖对缝做法。